# Auguste-Barthélemy Glaize
Auguste-Barthélemy Glaize (Montpellier, 15 dicembre 1807 – Parigi, 8 agosto 1893) è stato un pittore e litografo francese di impostazione romantica.
Si dedicò prevalentemente alla rappresentazione storica, per la quale divenne famoso, e alla pittura di genere.

## Biografia
Auguste-Barthélemy Glaize nacque a Montpellier nel 1807. Studiò pitura con Achille Devéria e con Eugène Devéria. Divenne poi insegnante ed ebbe come allievo il suo stesso figlio Pierre-Paul-Léon Glaize, oltre ad altri pittori.
È considerato uno dei grandi pittori francesi la cui produzione è costellata di importanti opere storiche e da cicli pittorici mitologici e religiosi di dimensioni monumentali, presenti, questi ultimi, in molte chiese di Francia. Le sue opere contengono spesso nudi femminili e una grande umanità che egli trasferiva nei volti dei suoi soggetti, ma i critici dell'epoca erano generalmente ostili nei confronti di questo modo un po' profano di trattare scene religiose.
 
Ad esempio Alfred Des Essarts, vedendo il dipinto di Glaize nella chiesa di Quesnoy-sur-Airaines, non apprezzò la tela e fu molto critico dinnanzi al modo assai poco spirituale dell'autore di interpretare i soggetti religiosi; pur tuttavia non mancò di sottolineare l'originalità dell'opera.
Questo giudizio, a quel tempo, era tipico della critica religiosa nei confronti dell'arte romantica. 
Oggi quello stesso quadro è conservato nella chiesa come uno dei capolavori di Glaize.
Auguste-Barthélemy Glaize morì a Parigi nel 1893. Venne sepolto nel cimitero di Père-Lachaise.

## Opere
Nelle collezioni pubbliche. Elenco parziale.
- Amiens, Museo della Picardia : Les Écueils, Salon del 1864.
- Autun, Museo Rolin : Les Femmes gauloises, épisode de l'invasion romaine, bozzetto per il quadro oggi presente al Museo d'Orsay.[2]
- Avignon, Museo Calvet : Luca Signorelli se disposant à peindre son fils tué en duel à Cortone.
- Béziers, Museo di belle arti : Les Amours à l'encan.
- Lodève, cattedrale di Saint-Fulcran : L'humilité de Sainte Élisabeth de Hongrie, 1843.
- Marsiglia,  Museo di belle arti : Le Pilori[3]
- Montpellier:
  - Museo Fabre :
    - Portrait d'Alfred Bruyas, dit Le Burnous, 1849
    - Portrait de Bruyas
    - Intérieur du cabinet de Bruyas, 1848
    - Olim, souvenir des Pyrénées, 1851

  - Cappella della Misericordia :
    - Les Dames de la Miséricorde[4]
- Nogent-sur-Seine, chiesa parrocchiale di Saint-Laurent : Conversion de Marie-Madeleine, 1844.
- Parigi :
  - Chiesa di Saint-Eustache, cappella della Redenzione:
    - La Naissance du Christ
    - La Mort de Jésus-Christ
    - Adam et Ève chassés du paradis
    - La Captivité de Babylone

  - Chiesa di Saint-Jacques-du-Haut-Pas : La Trinité (1868), soffitto.
  - Museo del Louvre : Héliodore chassé du temple[5]
  - Museo d'Orsay : Les Femmes gauloises, épisode de l'invasion romaine[6]
- Pantin, Chiesa parrocchiale di Saint-Germain l'Auxerrois : Sainte Elisabeth de Hongrie
- Rouen,  Museo di belle arti : La Pourvoyeuse de misère[7]
- Vicdessos, Chiesa parrocchiale di Notre-Dame-de-l'Assomption : L'Adoration des Bergers, in collaborazione con Louis Mercadier.

### I quadri più noti
- Portrait d'Alfred Bruyas dit Le Burnous - Museo Fabre, Montpellier.
- L'Adoration des Bergers - in collaborazione con Louis Mercadier - Chiesa parrocchiale di "Notre-Dame-de-l'Assomption" di Vicdessos.
- Conversion de Marie-Madeleine - Chiesa parrocchiale di Saint-Laurent a Nogent-sur-Seine

## La critica
Charles Baudelaire, a proposito dell'opera Conversion de Marie-Madeleine, scrisse: 
Charles Baudelaire, Curiosités esthétiques.»

## Allievi
Elenco parziale
- Joseph Aubanel
- Paul-Maurice Duthoit
- Pierre-Paul-Léon Glaize

## Galleria d'immagini

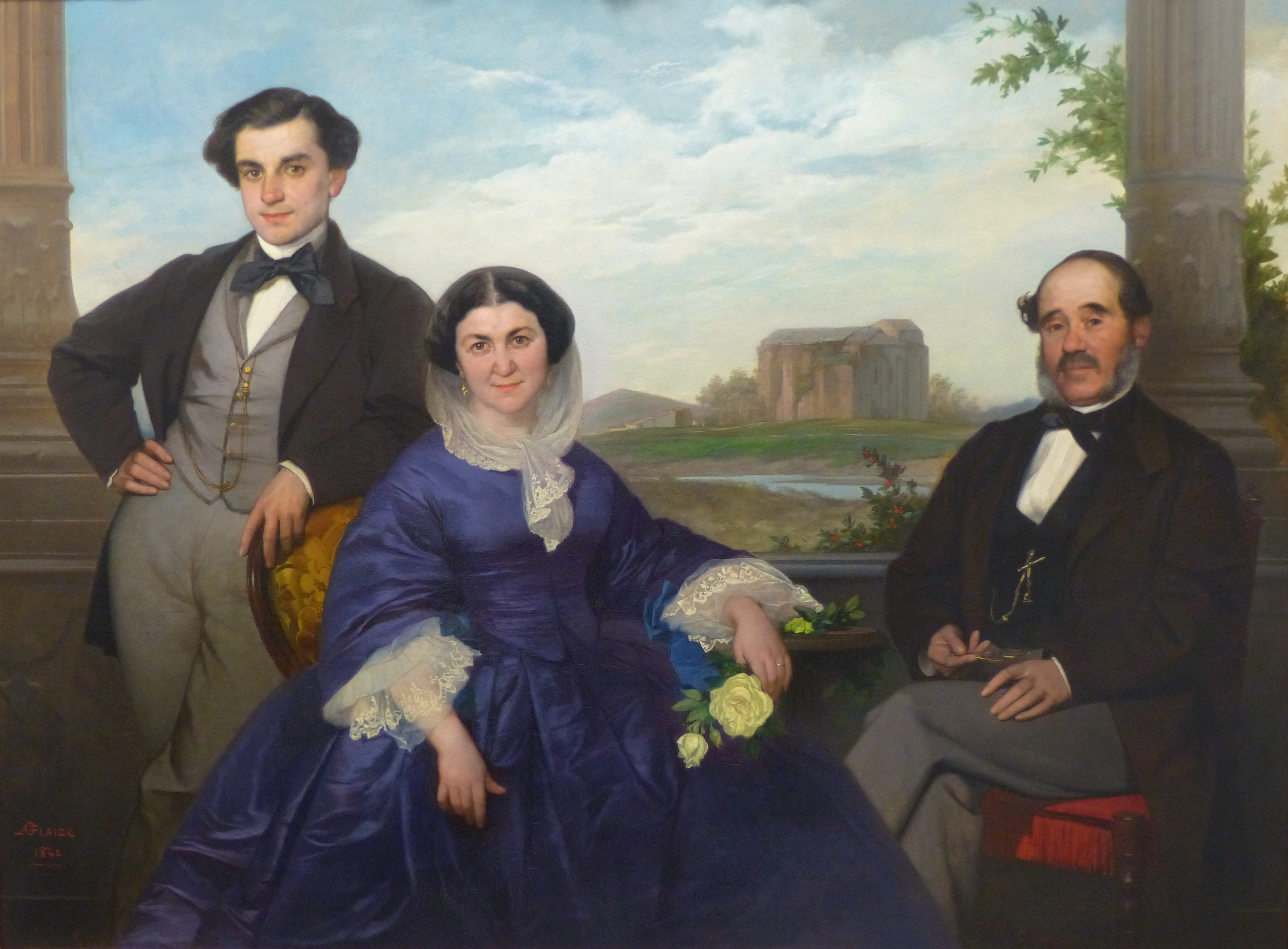
Frédéric Fabrège e i genitori
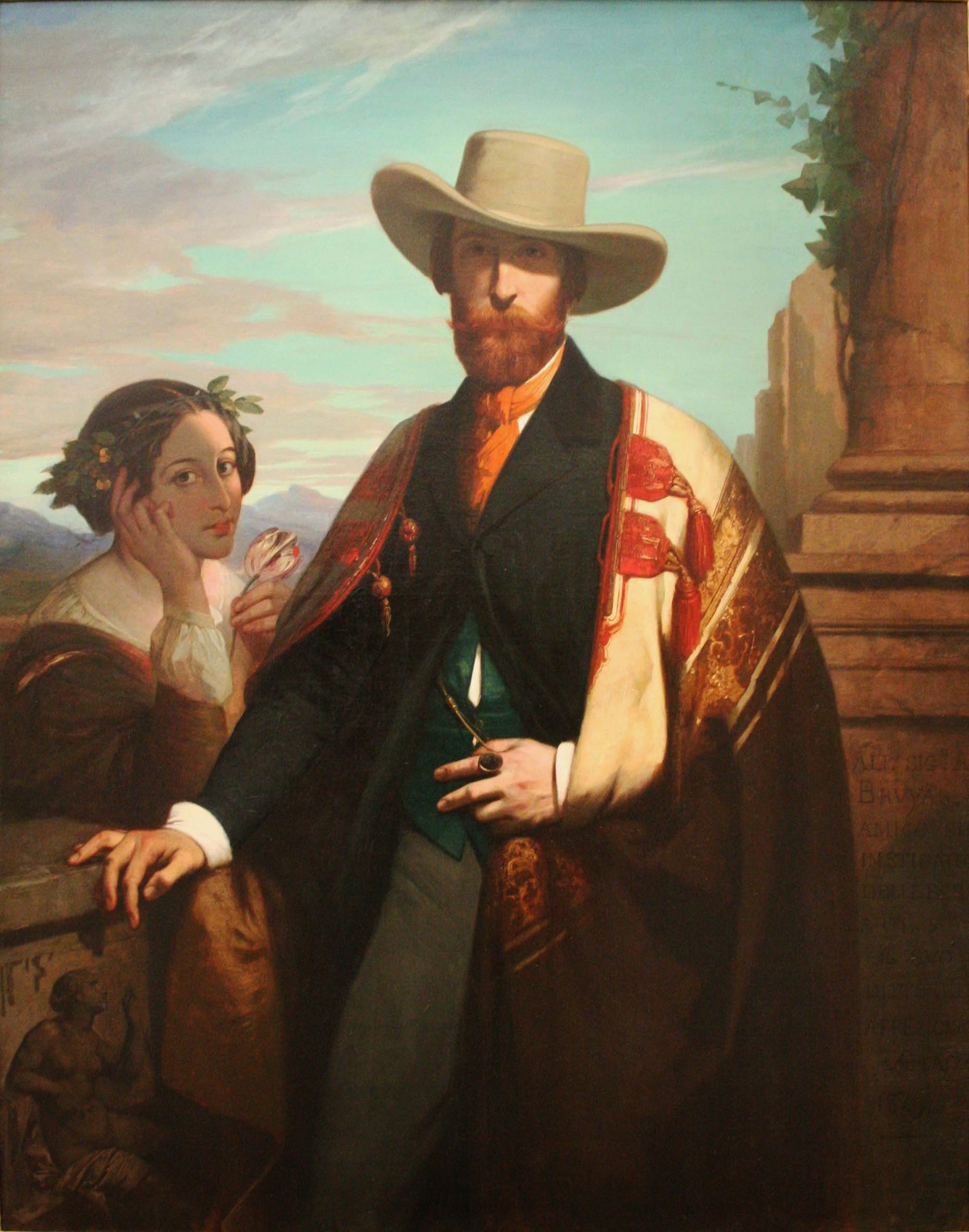
Ritratto di Alfred Bruyas, detto Le Burnous
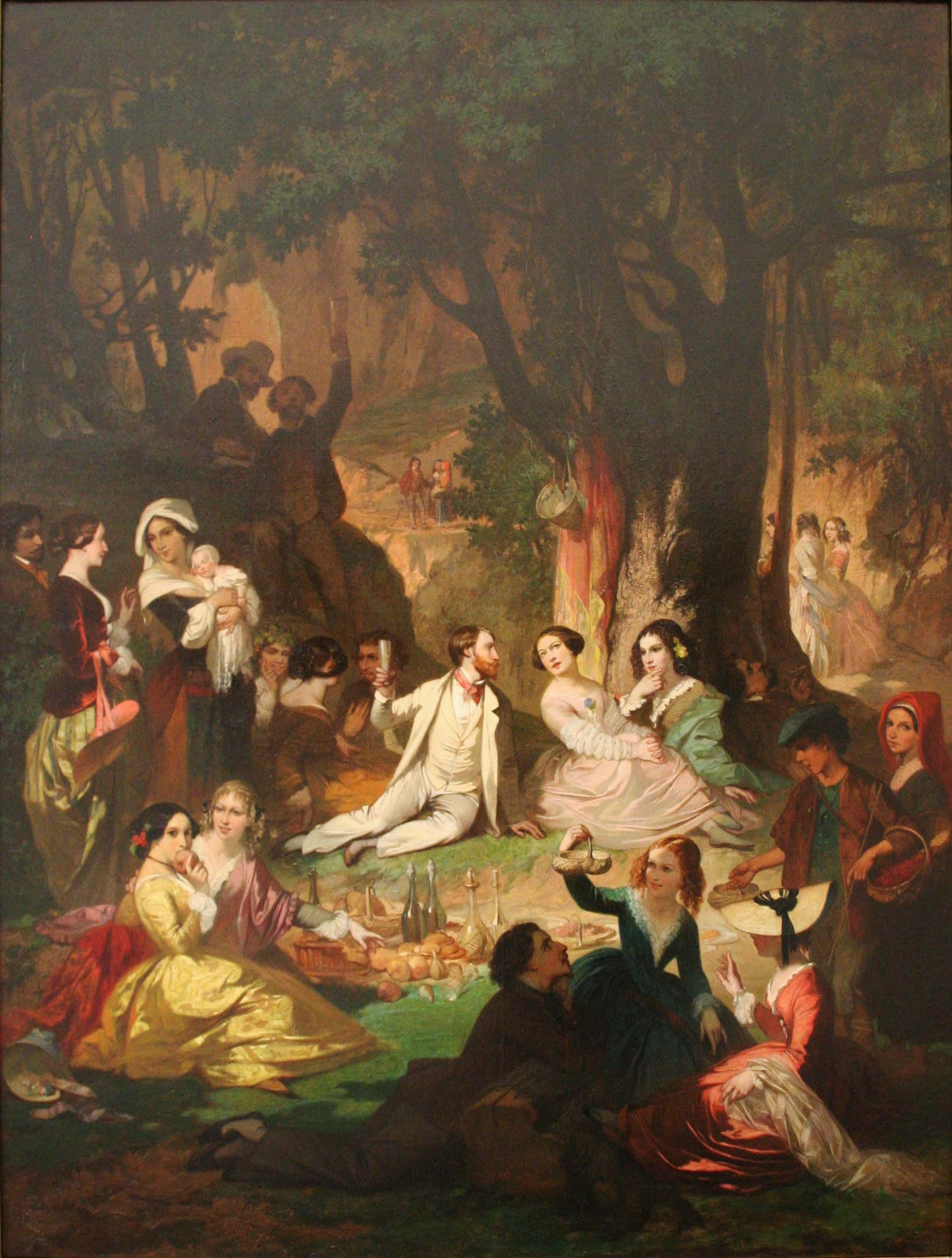
Olim. La merenda in campagna
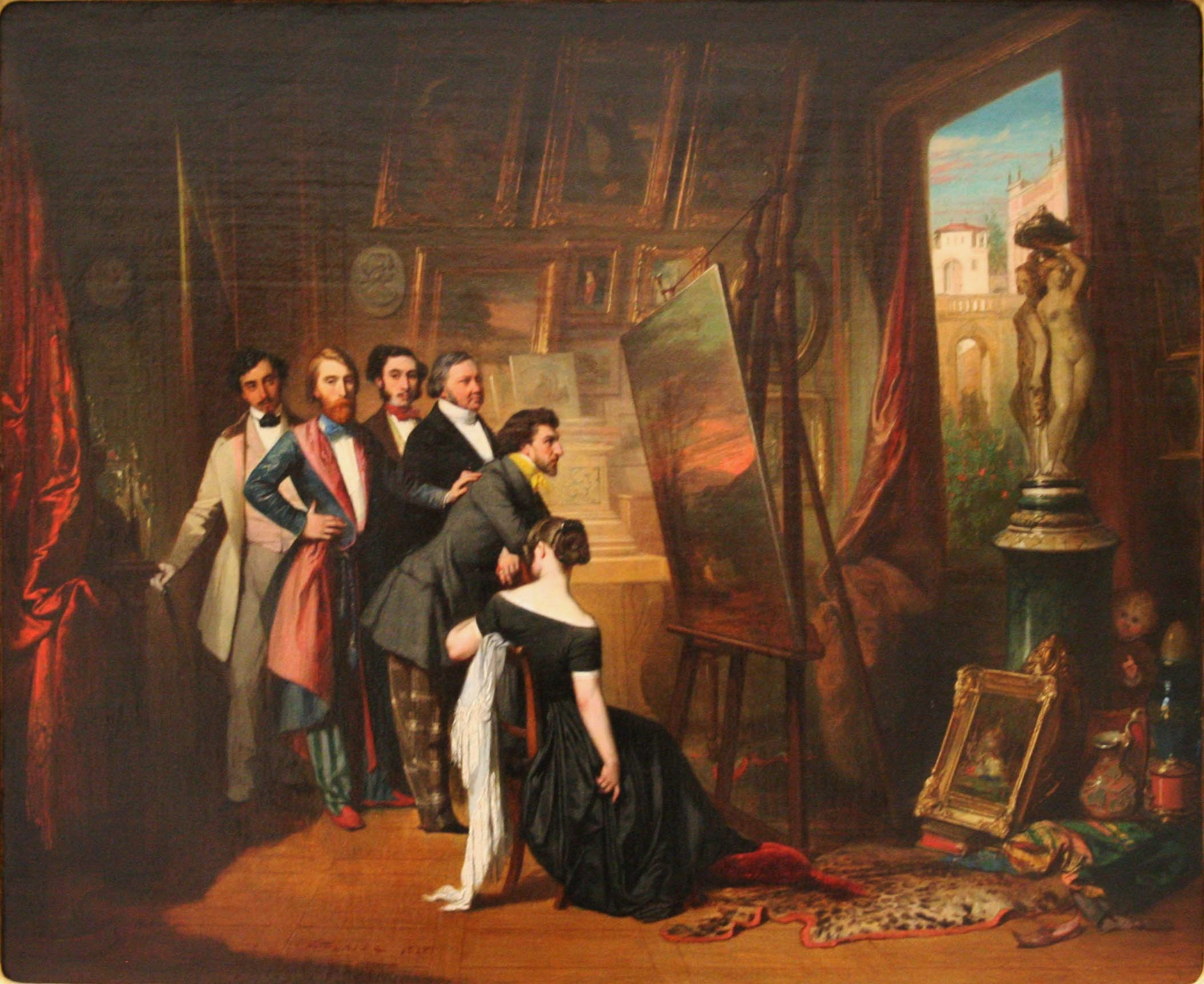
Interno dello studio di Bruyas

## Altri progetti

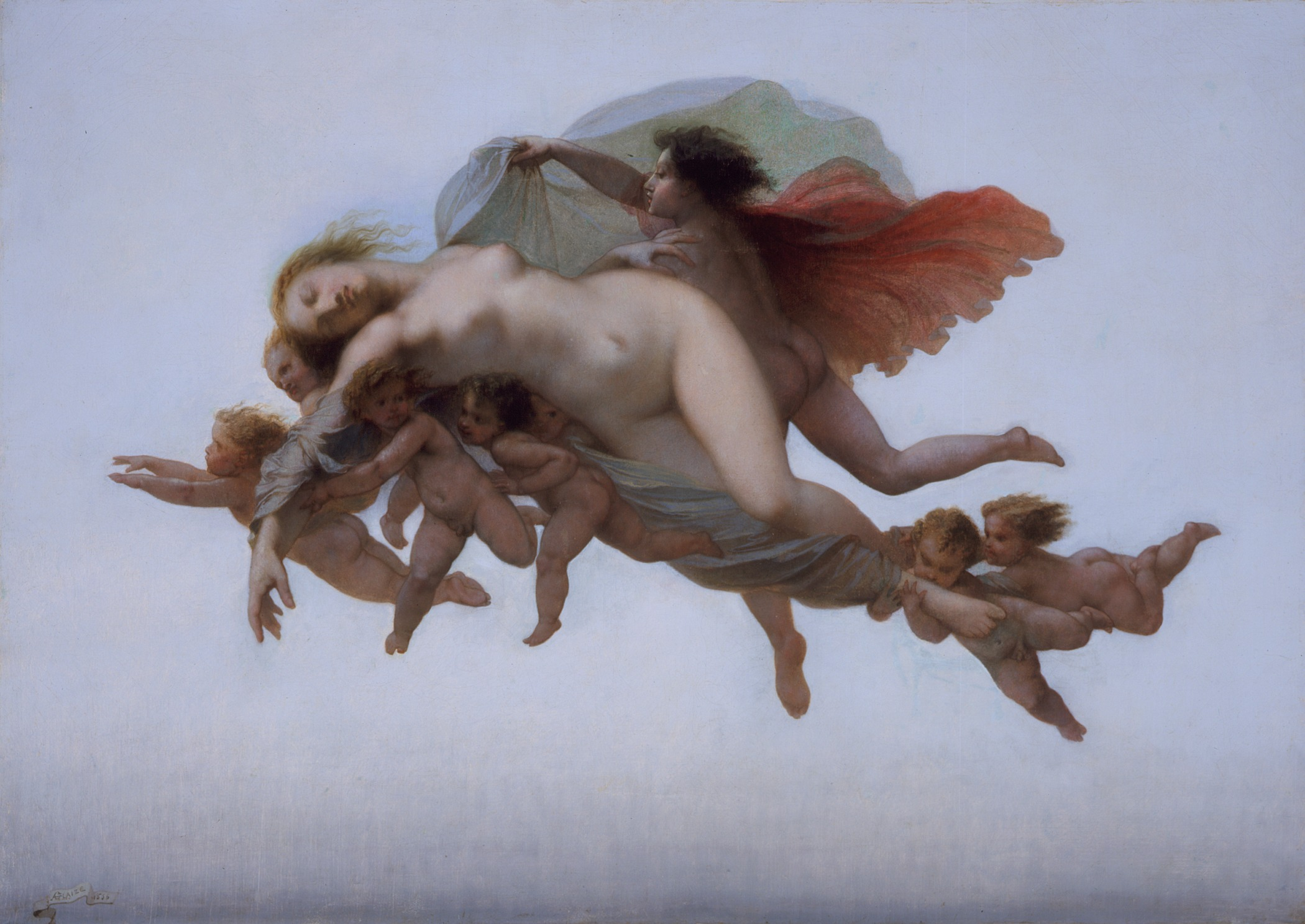
Psiche (1856), Museo d'arte di Los Angeles.